# Krystofer Barch
Krystofer Barch (Hamilton, 26 maggio 1980) è un ex hockeista su ghiaccio canadese che ha giocato nel ruolo di ala nella National Hockey League.